# El Chaco (Ecuador)
El Chaco es una ciudad ecuatoriana; cabecera cantonal del Cantón El Chaco, así como la tercera urbe más grande y poblada de la Provincia de Napo. Se localiza al norte de la Región amazónica del Ecuador, asentada en el valle del río Quijos, en los flancos externos de la cordillera oriental de los Andes, en la orilla izquierda de dicho río, a una altitud de 1650 m s. n. m. y con un clima lluvioso de 18 °C en promedio.
En el censo de 2010 tenía una población de 4026 habitantes, lo que la convierte en la centésima cuadragésima sexta ciudad más poblada del país. La ciudad es el núcleo de la pequeña Conurbación del Valle de Quijos, la cual está constituida además por ciudades y parroquias rurales cercanas. El conglomerado alberga a alrededor de 10.000 habitantes, y es la segunda conurbación de la provincia.
Sus orígenes inicios del siglo XX, pero es a partir del debido al descubrimiento de yacimientos petroleros en la amazonía norte, cuando presenta un acelerado crecimiento demográfico hasta establecer un poblado urbano; que sería posteriormente, uno de los principales núcleos urbanos de Napo. Es uno de los más importantes centros administrativos, económicos, financieros y comerciales de la provincia. Las actividades principales económicas de la ciudad son: la ganadería, la agricultura y el comercio.

## Historia
Se habían consolidado importantes pueblos  de la región amazónica, Tena, Archidona, Quijos y otras ciudades  que vivían con nostalgia la leyenda del heroísmo y valentía de sus aborígenes; es importante recalcar, que El Chaco “estuvo poblado por los indígenas Quijos que opusieron tenaz resistencia a los conquistadores ” estas raíces ancestrales marcaron lazos de hermandad, territorialidad y por sobre todo una cultura enriquecida por la voz del mito y la naturaleza.
El Chaco, comienza a existir en  tiempo del Gral. Eloy Alfaro; en su Gobierno se dictó un decreto mediante el cual ciertas familias de Archidona se trasladaron a vivir en la  zona de El Chaco y se les otorgó tierras para que colonicen esta nueva área, así llegan las familias Alvarado, siembran sus pequeñas  chacras.
Existen muchas interrogantes sobre cómo se inició este cantón; y, para responder a estas inquietudes tenemos el testimonio de don Rafael Zarria, hombre ganadero y agricultor, que llegó a estas tierras cuando tenía trece años; padre de doce hijos y casado con doña Orfelina Alvarado. Don Zarria, recuerda con mucha añoranza ese ayer; hay cosas que tienen carácter de fábula, pero son realidades, unas historias las vivió y otras las escuchó de sus padres, parientes y amigos.
El Chaco, “era un sitio de descanso para los cazadores, buscadores de oro y pescadores  que venían desde Archidona, quienes en su travesía por este lugar  sembraban yuca y plátano que a su regreso aprovechaban como sustento, y cuando las personas les preguntaban, a dónde vas?, ellos respondían, voy a  mi chaco, palabra que en el diccionario de la Real Academia Española, significa (pequeños cultivos de tierra). Pronto  el espíritu aventurero  de los colonos; y, el ir y venir de este lugar,   enraizó en la conciencia oral  de los primeros moradores el nombre de lo que más tarde sería El Chaco; cabe señalar, que  este término se convirtió en estribillo; por ejemplo, cuando habitantes de esta tierra iban a vender  sus productos y a comprar en Baeza, allá los tenderos, también utilizaban  cariñosamente   la frase  ahí vienen los chacos.
Al arribo de los Padres Josefinos en el año de 1912. El Chaco era un minúsculo recinto indígena formado por una familia que había arribado desde Cotundo población cercana a Tena, en búsqueda de mejores tierras. Era el Sr. Pedro Alvarado con su mujer Joaquina y sus hijos; indígenas muy cristianos educados por los Padres Jesuitas. A esta misma zona de El Chaco, entró también en aquellos años el Sr. Baltasar León; quién aprovechando de los indígenas ya asentados en este lugar formó una hacienda dedicada al cultivo de caña de azúcar; luego instaló un gran trapiche, destilaba el aguardiente que llevaba a las poblaciones de la Sierra caminando por una pica o sendero hecho desde: El Chaco hasta la población en Oyacachi siguiendo las márgenes del río del mismo nombre.
En 1974, año en el que visitó estas tierras el Padre Maximiliano Spiller, la hacienda ya había desaparecido, existía solamente la rueda hidráulica y algunas piezas del trapiche guardadas en la casa de José, hijo de Pedro Alvarado; todos afirmaban que Baltasar León era el propietario de una longitud de 15 km, aproximadamente comprendida entre los ríos Sardina, Grande y Oyacachi.
El anhelo de El Chaco como Cantón se cristalizó el 26 de mayo de 1988. Desde esta fecha importantes avances cuantitativos y cualitativos son evidentes.
La Historia del Cantón esta ligado a la del Cantón Quijos, del que inicialmente fue parroquia, y se remonta a los años veinte del siglo pasado cuando se “creó la parroquia San Vicente del Chaco”. “Chaco es sembrío en terreno nuevo, contrario de sembrío en rastrojo”. Gracias al empuje y sacrificio de sus moradores el progreso y desarrollo del sector fue tan notorio que el Congreso Nacional mediante Decreto Legislativo Nro. 094 del 26 de abril de 1988, decidió la creación de este pujante Cantón, y fue publicado en el Registro Oficial Nro. 943 del 26 de mayo de 1988.

## Geografía

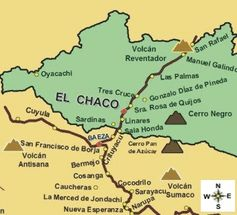
Mapa El Chaco

### Clima
Se caracteriza por ser húmedo, con precipitaciones que van desde los 1200 mm hasta 3000 mm, con temperaturas que van desde bajo cero en la región del páramo lluvioso y muy lluvioso que se localiza sobre los 3.800 m.s.n.m. (Oyacachi) hasta los 12 a 18 grados centígrados entre los 1600 y los 2800 m.s.n.m. lo que le proporciona un agradable clima temperado.

### Hidrografía
El sistema hidrográfico de este cantón se encuentra constituido básicamente por dos ríos que lo atraviesan; el río Quijos cuyo origen lo constituyen los deshielos de las estribaciones de la cordillera oriental de los Andes, se origina en las faldas del nevado Antisana ubicado en el Cantón Quijos de donde proviene su nombre. Siendo el más importante para el desarrollo del turismo y la práctica de los deportes de rafting y kayak, de acuerdo a la clasificación este río posee las clases que van desde la II hasta +IV.

## Política
Territorialmente, la ciudad de El Chaco está organizada en una sola parroquia urbana, mientras que existen cinco parroquias rurales con las que complementa el aérea total del Cantón El Chaco. El término "parroquia" es usado en el Ecuador para referirse a territorios dentro de la división administrativa municipal.
La ciudad de El Chaco se encuentra conformada por trece (13) barrios urbanos:
- Bellavista
- Central
- Chontaloma
- El Porvenir
- La Planada
- La Revolución
- La Unión
- San José
- San Juan
- San Marcos
- San Pedro
- Simón Bolívar
- 26 de Mayo

La ciudad y el cantón El Chaco, al igual que las demás localidades ecuatorianas, se rige por una municipalidad según lo previsto en la Constitución de la República. El Gobierno Autónomo Descentralizado Municipal (GADM) de El Chaco, es una entidad de gobierno seccional que administra el cantón de forma autónoma al gobierno central. El GADM está organizado por la separación de poderes de carácter ejecutivo representado por el alcalde, y otro de carácter legislativo conformado por los concejales, miembros del concejo cantonal.
El GADM de El Chaco, se rige principalmente sobre la base de lo estipulado en los artículos 253 y 264 de la Constitución Política de la República y en la Ley de Régimen Municipal en sus artículos 1 y 16, que establece la autonomía funcional, económica y administrativa de la Entidad.

### Alcaldía
El poder ejecutivo de la ciudad es desempeñado por un ciudadano con título de Alcalde del Cantón El Chaco, el cual es elegido por sufragio directo en una sola vuelta electoral sin fórmulas o binomios en las elecciones municipales. El vicealcalde no es elegido de la misma manera, ya que una vez instalado el Concejo Cantonal se elegirá entre los ediles un encargado para aquel cargo. El alcalde y el vicealcalde duran cuatro años en sus funciones, y en el caso del alcalde, tiene la opción de reelección inmediata o sucesiva. El alcalde es el máximo representante de la municipalidad y tiene voto dirimente en el concejo cantonal, mientras que el vicealcalde realiza las funciones del alcalde de modo suplente mientras no pueda ejercer sus funciones el alcalde titular.
El alcalde cuenta con su propio gabinete de administración municipal mediante múltiples direcciones de nivel de asesoría, de apoyo y operativo. Los encargados de aquellas direcciones municipales son designados por el propio alcalde. Actualmente el Alcalde de El Chaco es el Dr. Oscar de la Cruz, elegido para el periodo 2023 - 2027.

Jefatura Política
Es la representación del Gobierno Central (Presidente del Ecuador) el cual tiene como misión representar al ejecutivo provincial, controlar el accionar administrativo de la organización pública cantonal para el eficiente cumplimiento de los objetivos institucionales, además articular a la Gobernación con los niveles de Gobierno y la ciudadanía en el ámbito local, promoviendo procesos de participación social, política, manteniendo la gobernabilidad. El cual está representado por el Jefe Político.

Tenencia Política
Es la autoridad de control del poder ejecutivo central el cual tiene como misión representar al ejecutivo provincial y cantonal, suministrando servicios de calidad a la ciudadanía a través del cumplimiento de las disposiciones legales que lo rigen y propender a la eficiencia y eficacia de sus atribuciones y responsabilidades. El cual está representada por el Teniente Político.

### Concejo cantonal
El poder legislativo de la ciudad es ejercido por el Concejo Cantonal de El Chaco el cual es un pequeño parlamento unicameral que se constituye al igual que en los demás cantones mediante la disposición del artículo 253 de la Constitución Política Nacional. De acuerdo a lo establecido en la ley, la cantidad de miembros del concejo representa proporcionalmente a la población del cantón.
El Chaco posee cinco concejales, los cuales son elegidos mediante sufragio (Sistema D'Hondt) y duran en sus funciones cuatro años pudiendo ser reelegidos una sola vez. El alcalde y el vicealcalde presiden el concejo en sus sesiones. Al recién instalarse el concejo cantonal por primera vez los miembros eligen de entre ellos un designado para el cargo de vicealcalde del Cantón.

## Transporte
El transporte público es el principal medio transporte de los habitantes de la ciudad y sus alrededores. La urbe posee un servicio de bus público en expansión, y es una de las pocas ciudades amazónicas que cuenta con uno. El sistema de bus no es amplio y está conformado por la empresa de transporte "Valle del Quijos" e "Integración Oriental". La tarifa del sistema de bus va desde 0,25 USD (según la distancia del destino), con descuento del 50% a grupos prioritarios (menores de edad, adultos mayores, discapacitados, entre otros). 
Gran parte de las calles de la ciudad están asfaltadas o adoquinadas, aunque algunas están desgastadas y el resto de calles son lastradas, principalmente en los barrios nuevos que se expanden en la periferia de la urbe.

### Avenidas importantes
- Francisco de Orellana (E45, Vía Quito - Lago Agrio)
- 26 de Mayo
- La Revolución
- 12 de febrero

## Educación
La ciudad cuenta con buena infraestructura para la educación, únicamente pública. La educación pública en la ciudad, al igual que en el resto del país, es gratuita hasta la universidad (tercer nivel) de acuerdo a lo estipulado en el artículo 348 y ratificado en los artículos 356 y 357 de la Constitución Nacional. Algunos de los centros educativos de la ciudad cuentan con cierto prestigio. La ciudad está dentro del régimen Sierra por lo que sus clases inician los primeros días de septiembre y luego de 200 días de clases se terminan en el mes de julio.

## Medios de comunicación
La ciudad posee una red de comunicación en continuo desarrollo y modernización. En la ciudad se dispone de varios medios de comunicación como prensa escrita, radio, televisión, telefonía, Internet y mensajería postal.
- Telefonía: Si bien la telefonía fija se mantiene aún con un crecimiento periódico, esta ha sido desplazada muy notablemente por la telefonía celular, tanto por la enorme cobertura que ofrece y la fácil accesibilidad. Existen 3 operadoras de telefonía fija, CNT (pública), TVCABLE y Claro (privadas) y cuatro operadoras de telefonía celular, Movistar, Claro y Tuenti (privadas) y CNT (pública).

- Radio: En la localidad existe una gran cantidad de sistemas radiales de transmisión nacional y local, e incluso de provincias y cantones vecinos.

- Medios televisivos: La mayoría de canales son nacionales, aunque se ha incluido canales locales recientemente. El apagón analógico se estableció para el 31 de diciembre de 2019.

## Deporte
La Liga Deportiva Cantonal de El Chaco es el organismo rector del deporte en todo el Cantón El Chaco y por ende en la urbe se ejerce su autoridad de control. El deporte más popular en la ciudad, al igual que en todo el país, es el fútbol, siendo el deporte con mayor convocatoria. Actualmente, no existe ningún club chaqueño activo en el fútbol profesional ecuatoriano. Al ser una localidad pequeña en la época de las fundaciones de los grandes equipos del país, El Chaco carece de un equipo simbólico de la ciudad.
El principal recinto deportivo para la práctica del fútbol es el Estadio Carlos Vega. Fue inaugurado en 2006, es usado mayoritariamente para la práctica del fútbol y tiene capacidad para 3000 espectadores. El estadio es sede de distintos eventos deportivos a nivel local, así como es escenario para varios eventos de tipo cultural, especialmente conciertos musicales.